# Lunar Strain
Lunar Strain debitantski je studijski album švedske melodične death metal grupe In Flames, pušten u prodaju 1994. godine. U ovoj verziji ulogu vokala je preuzeo Mikael Stanne, vokalist sastava Dark Tranquillity.
Godine 1999. album je pušten u prodaju u Japanu sa svim pjesmama sa Subterraneana pod nazivom Lunar Strain & Subterranean.
Album je ponovo pušten u prodaju zajedno s bonus pjesmama 2005. pod Regain Records i Candlelight SAD.

## Popis pjesama
1. "Behind Space" – 4:54
2. "Lunar Strain" – 4:05
3. "Starforsaken" – 3:09
4. "Dreamscape" – 3:45
5. "Everlost (Part 1)" – 4:16
6. "Everlost (Part 2)" – 2:58
7. "Hårgalåten" – 2:26
8. "In Flames" – 5:33
9. "Upon an Oaken Throne" – 2:49
10. "Clad in Shadows" – 2:50

### Lunar Strain & Subterranean verzija sadrži i:
1. "Stand Ablaze" – 4:35
2. "Ever Dying" – 4:23
3. "Subterranean" – 5:47
4. "Timeless" – 1:46
5. "Biosphere" – 5:11
6. "Dead Eternity" – 5:02
7. "The Inborn Lifeless" – 3:22

### Ponovljeno izdanje iz 2005.
1. "Behind Space"(hard death metal ) – 4:54
2. "Lunar Strain" – 4:05
3. "Starforsaken" – 3:09
4. "Dreamscape" – 3:45
5. "Everlost (Part I)" – 4:16
6. "Everlost (Part II)" – 2:57
7. "Hårgalåten" – 2:26
8. "In Flames" – 5:33
9. "Upon An Oaken Throne" – 2:50
10. "Clad In Shadows" – 2:53
11. "In Flames (1993 Promo Version)" – 5:49
12. "Upon An Oaken Throne (1993 Promo Version)" – 3:05
13. "Acoustic Piece (1993 Promo Version)" – 0:38
14. "Clad In Shadows (1993 Promo Version)" – 2:47

## Zasluge
In Flames
- Mikael Stanne – vokali
- Jesper Strömblad – bubnjevi i klavijature
- Carl Näslund – gitara
- Glenn Ljungström – gitara
- Johan Larsson – bas-gitara
- Ylva Wåhlstedt – violine i viola
- Oscar Dronjak – vokali
- Jennica Johansson – vokali

Ostalo osoblje
- Sve pjesme napisali Jesper Strömblad i Glenn Ljungström (osim "Hårgalåten", tradicionalna pjesma).
- Sve tekstove napisao Mikael Stanne.
- Producirali In Flames.
- Inženjering - H. Bjurkvist, Fredrik Nordström i J. Karlsson.
- Slike - Kenneth Johansson.
- Slika zemlje - NASA.
- Dodatne slike - Henrik Lindahl.
- Skulptura - M. Olofgörs, postavljena u Näsholmenu, Gotland, 1993.
- Layout - Local Hero Music.
- Distribucija - House of Kicks.

## Vanjske poveznice
- Lunar Strain - detalji o albumu  Arhivirana inačica izvorne stranice od 15. lipnja 2007. (Wayback Machine)
- Lunar Strain -pjesama riječi   Arhivirana inačica izvorne stranice od 12. prosinca 2006. (Wayback Machine)
- Lunar Strain - informacije  Arhivirana inačica izvorne stranice od 18. listopada 2006. (Wayback Machine)